# Damavand
Damavand (perz. دماوند), stratovulkan s 5610 m visine, najviši planinski vrh u Iranu odnosno vulkan u Aziji. Smješten je u gorju Alborz na sjeveru zemlje odnosno u iranskoj pokrajini Mazandaran, oko 66 km sjeveroistočno od Teherana. Damavand zauzima značajnu ulogu u iranskoj mitologiji i jedan je od nacionalnih simbola zemlje. Zabilježeno je da ga je prvi osvojio iranski planinar Abu Dolaf Kazradži početkom 10. stoljeća.

## Poveznice
- Zemljopis Irana
- Popis iranskih vulkana